# 宮史郎
宮 史郎（みや しろう、1943年1月17日 - 2012年11月19日）は、日本の歌手。ぴんからトリオのリードボーカルとして発表した「女のみち」が歴史的な大ヒットを記録した。その後、ソロ歌手に転向。

## 経歴・人物
本名は宮崎芳郎。兵庫県加西市広原町生まれ。血液型はA型。
姫路市のキャバレーで働きながら1959年、自主制作で「男の花道」を発売。
1961年、拠点を大阪に移し、当時流行していたボーイズ形態の音曲漫才スパローボーイズを結成。
1963年、宮五郎（史郎の兄）・並木ひろしとともに音曲漫才ぴんからトリオを結成。グループ名の由来は「ピンからトリを」である。
1972年、東宝芸能所有の大阪梅田の演芸場『トップホットシアター』に出演していた時期に自主制作したレコード「女のみち」が、有線放送と地道な営業から火が付き420万枚を売り上げ、続いて発売された「女のねがい」が170万枚、「女のゆめ」が80万枚と大ヒットした。
また、これ以後音曲漫才から歌謡コーラスグループに移行。殿さまキングスや平和勝次とダークホースなどのボーイズ+音曲漫才浪曲出身のグループ演歌が昭和50年代前半までブームとなった。
1973年にぴんからトリオから並木ひろしが脱退し、グループ名をぴんから兄弟に改名。同年、第15回日本レコード大賞で日本コロムビア株式会社が大衆ヒット賞を受賞、代表して「女のねがい」を披露した。第24回NHK紅白歌合戦にも出演して「女のみち」を披露した。
ぴんからトリオ解散直後に芸能ニュースとして今後はぴんからコンビとして活動していくといった急遽グループ名が定まっていなかったための緊急対応で事務所が発表していた。この芸能速報は当時日本テレビ「紅白歌のベストテン」の生放送中に日本テレビのGスタジオから徳光和夫が速報で原稿を読み、ぴんからコンビと伝えていた。その数日後に正式にぴんから兄弟と発表された。
1983年にぴんから兄弟は解散しソロ歌手として活動。宮五郎は引退して史郎のマネージャーとなったが、その後病気で倒れ、長年療養生活を送った。
1984年『片恋酒』が大ヒットを記録する。以後も各種演歌、ナツメロ番組、地方回りと枚挙にいとまのない売れっ子ぶりで活躍した。
2004年、金鳥『虫よけグリーン』のコマーシャルで虫に扮して「虫ごころ」を歌い話題になった。2005年、同じく金鳥の『おでかけカトリス』のコマーシャルで「おでかけ慕情」を歌った。
2007年公開の映画「歌謡曲だよ、人生は」の第五話「女のみち」に自ら出演し、劇中で「女のみち」を披露した。
2012年11月19日、多臓器不全のため死去。69歳没。没後に生前の功労を称えられて第54回日本レコード大賞特別功労賞が追贈された。

## エピソード
- 1979年放送（NHK）『わたしの愛唱歌　ビッグヒットこの10曲』ではぴんからトリオ解散後、並木ひろしが加わり一回かぎりぴんからトリオとして初の再結成をし「女のみち」を歌唱、兄の宮五郎とともに並木ひろしはギターを担当した[5]。
- 2018年6月24日に弟子である藤本健太郎（1960年7月1日 - ）が「宮史郎」の芸名を「2代目」として襲名した[6][7]。

## 主なメディア受賞歴
- 1973年 - 第15回日本レコード大賞「大衆賞」受賞。代表楽曲「女のねがい」
- 1984年 - 第15回日本歌謡大賞・放送音楽プロデューサー連盟賞を「片恋酒」でノミネート

## 所属事務所
- 吉本興業（コミックバンド時代）
- 松竹芸能（スパローボーイズ時代）
- 第一プロダクション・大阪支部　（スパローボーイズ、初期のぴんからトリオ時代）
- 第一プロダクション・東京本社　（ぴんからトリオ～ぴんから兄弟～宮史郎）
- みやプロジェクト　（宮史郎個人事務所）

## 代表曲
- ぴんからトリオ
  - 女のみち(1972/05/10)（宮史郎 ぴんからトリオ）
  - 女のねがい(1972/12/25)（宮史郎とぴんからトリオ）
  - 女のゆめ(1973/05/25)（ぴんからトリオ）
- ぴんから兄弟
  - 女のきず(1973/08/10)
  - ひとり酒(1973/12/10)
  - 夢を抱く女(1974/05/01)
  - あなたが欲しい(1974/09/01)
  - 女のちかい(1975/01/01)
  - おまえ(1975/06/01)
  - くやし涙もでやしない(1975/12)
  - あなたのすべて(1980/09/01)

※ 宮五郎がリードボーカル（主にB面曲）の場合は、「宮五郎とその一味」名義になっていた。
- ソロ

### シングル
- 全て日本コロムビアからリリース。

| #  | 発売日          | A/B面 | タイトル              | 作詞         | 作曲         | 編曲       |
| -- | --------------- | ----- | --------------------- | ------------ | ------------ | ---------- |
| 1  | 1983年 5月      | A面   | 夢一輪                | たきのえいじ | たきのえいじ | 薗広昭     |
| 1  | 1983年 5月      | B面   | しあわせ灯り          | たきのえいじ | たきのえいじ | 薗広昭     |
| 2  | 1984年 5月1日   | A面   | 片恋酒                | 小川道雄     | 酒田稔       | 薗広昭     |
| 2  | 1984年 5月1日   | B面   | 夫婦路                | 宮史郎       | 宮坂実       | 柳田六合雄 |
| 3  | 1985年 4月21日  | A面   | あなたの背中          | 鳥井実       | 酒田稔       | 池多孝春   |
| 3  | 1985年 4月21日  | B面   | 今日からひとり        | 栗林雪男     | 高田正       | 薗広昭     |
| 4  | 1986年 4月21日  | A面   | 酔いざめ未練酒        | おおばまさと | 南郷孝       | 佐伯亮     |
| 4  | 1986年 4月21日  | B面   | 片恋酒場              | 三浦康照     | 深谷昭       | 佐伯亮     |
| 5  | 1987年 7月21日  | A面   | 涙のグラス            | 石本美由起   | 花笠薫       | 京建輔     |
| 5  | 1987年 7月21日  | B面   | 命かさねて            | 石本美由起   | 酒田稔       | 池多孝春   |
| 6  | 1988年 6月21日  | A面   | いのち川              | わたなべ泰彦 | 酒田稔       | 池多孝春   |
| 6  | 1988年 6月21日  | B面   | 男の街                | 浜松雄踏     | 西條きろく   | 池多孝春   |
| 7  | 1989年 11月21日 | A面   | めおと漫才            | もず唱平     | 叶弦大       | 佐伯亮     |
| 7  | 1989年 11月21日 | B面   | 上州ごころ            | 荒川利夫     | 叶弦大       | 前田俊明   |
| 8  | 1991年 6月21日  | A面   | 孝行をしたいときには… | 松井由利夫   | 聖川湧       | 佐伯亮     |
| 8  | 1991年 6月21日  | B面   | 別れ雪                | 石本美由起   | 酒田稔       | 京建輔     |
| 9  | 1992年 5月21日  | A面   | 女のみち！OLE！       | 宮史郎       | 並木ひろし   | 宮崎信治   |
| 9  | 1992年 5月21日  | B面   | 女の爪                | 松井由利夫   | 聖川湧       | 池多孝春   |
| 10 | 1992年 9月21日  | A面   | 濡れおんな            | 松井由利夫   | 聖川湧       | 佐伯亮     |
| 10 | 1992年 9月21日  | B面   | 涙のくさり            | 松井由利夫   | 聖川湧       | 佐伯亮     |
| 11 | 1993年 8月21日  | A面   | おんな化粧花          | かすが光     | 深谷昭       | 池多孝春   |
| 11 | 1993年 8月21日  | B面   | ほろり酒              | 浅木しゅん   | 徳久広司     | 池多孝春   |
| 12 | 1995年 2月21日  | A面   | 恋の川                | 原こうじ     | 岡千秋       | 佐伯亮     |
| 12 | 1995年 2月21日  | B面   | 女の坂みち            | 原こうじ     | 岡千秋       | 佐伯亮     |
| 13 | 1995年 11月21日 | A面   | 命のかぎり            | 富田洋行     | 酒田稔       | 南郷達也   |
| 13 | 1995年 11月21日 | B面   | 女の夜風              | 富田洋行     | 酒田稔       | 南郷達也   |
| 14 | 1996年 10月19日 | A面   | にがい酒              | わたなべ泰彦 | 酒田稔       | 斉木庸介   |
| 14 | 1996年 10月19日 | B面   | 父娘酒                | 四條ゆたか   | 幸斉修也     | 斉木庸介   |
| 15 | 1998年 1月21日  | A面   | 酔町情話              | 仁井谷俊也   | 徳久広司     | 佐伯亮     |
| 15 | 1998年 1月21日  | B面   | 女ひとりで            | 原こうじ     | 宮史郎       | 宮崎慎二   |
| 16 | 1998年 9月19日  | A面   | 女将さん              | 仁井谷俊也   | 四方章人     | 宮崎慎二   |
| 16 | 1998年 9月19日  | B面   | あかん                | 麻こよみ     | 酒田稔       | 山田年秋   |
| 17 | 1999年 4月21日  | A面   | 酒春秋                | 仁井谷俊也   | 宮下健治     | 佐伯亮     |
| 17 | 1999年 4月21日  | B面   | わがまま化粧          | 仁井谷俊也   | 宮下健治     | 佐伯亮     |
| 18 | 2000年 2月19日  | A面   | 今日かぎり            | 麻こよみ     | 宮下健治     | 南郷達也   |
| 18 | 2000年 2月19日  | B面   | 深情け                | 麻こよみ     | 宮下健治     | 南郷達也   |
| 19 | 2000年 6月21日  | A面   | 酒場さすらい          | 池田充男     | 西條キロク   | 蔦将包     |
| 19 | 2000年 6月21日  | B面   | とうきょう情話        | 池田充男     | 西條キロク   | 蔦将包     |
| 20 | 2000年 11月18日 | A面   | 女の劫火（ほのお）    | 品川隆二     | 橋田充哲     | 南郷達也   |
| 20 | 2000年 11月18日 | B面   | 男の独酒（さけ）      | 品川隆二     | 橋田充哲     | 南郷達也   |
| 21 | 2001年 6月21日  | A面   | 霧の湯布院            | 仁井谷俊也   | 影山時則     | 佐伯亮     |
| 21 | 2001年 6月21日  | B面   | 父娘祝い唄            | 白井勝美     | 大野八郎     | 佐伯亮     |
| 22 | 2002年 6月21日  | A面   | 浪花ふたり道          | 原こうじ     | 加藤将貴     | 佐伯亮     |
| 22 | 2002年 6月21日  | B面   | 女の旅路              | 宮史郎       | 宮坂実       | 佐伯亮     |
| 23 | 2003年 11月19日 | A面   | 雨の修善寺            | 仁井谷俊也   | 影山時則     | 佐伯亮     |
| 23 | 2003年 11月19日 | B面   | あおり酒              | 三浦久子     | 加藤将貴     | 佐伯亮     |
| 24 | 2004年 8月25日  | A面   | 悲しい意地            | 石本美由起   | 西條キロク   | 佐伯亮     |
| 24 | 2004年 8月25日  | B面   | 雨なさけ              | 麻こよみ     | 徳久広司     | 伊戸のりお |
| 25 | 2009年 3月18日  | A面   | 女のみちパート２      | 加藤将貴     | 加藤将貴     | 伊戸のりお |
| 25 | 2009年 3月18日  | B面   | つむじ風              | 掛橋わこう   | 幸斉久美     | 伊戸のりお |

## 映画
- 夜の歌謡シリーズ 女のみち（1973年、東映）- ぴんからトリオとしての出演
- 歌謡曲だよ、人生は（2007年、ザナドゥー）- 宮田次郎 役

## NHK紅白歌合戦出場歴
ぴんから兄弟として出場
| 年度/放送回   | 回 | 曲目     | 出演順 | 対戦相手   |
| ------------- | -- | -------- | ------ | ---------- |
| 1973年/第24回 | 初 | 女のみち | 11/22  | 山本リンダ |

## CM
- インターネットイニシアティブ（IIJ）「IIJ4U」部屋・壁から突入する男たち篇（2000年4月2日－）
- ピップ「スキングロッカー8」手相・ひどい・ひどすぎる・肌荒れ後ではもう遅い篇（2000年8月21日－）
- 日本ケンタッキーフライドチキン「チキンソースがサイド」俺のこと好きか、ウスター風味篇（2000年9月28日－）
- 人材派遣・スタッフサービス「企業」名前を間違える、弾き歌う宮部長篇（2001年2月17日－）
- 大日本除虫菊
  - 「虫よけグリーン」Uターンする虫男・新発売・虫ごころ篇（2004年4月1日－）
  - 「おでかけカトリス」あなたのおそばが大嫌い・NEW宮さん篇（2005年6月16日－）
- ソフトバンクモバイル「流しのAyu」、「涙雨」、「静かな夜だ」（三部作）流しの女とギターを弾くおっちゃん篇（2010年10月12日－）[8]（※浜崎あゆみ、室井佑月との共演）